# سینتین
سینتین (به انگلیسی: Syntin) یک ترکیب شیمیایی است.